# Лин, Энрике
Энрике Лин (исп. Enrique Lihn Carrasco; 3 сентября 1929, Сантьяго — 10 июля 1988, там же) — чилийский писатель, литературный критик, художник-график, театральный режиссёр.

## Биография
Окончил Школу изящных искусств Чилийского университета. Дебютировал книгой стихов в 1949 году. В 1960-х годах жил в Париже и Гаване. В 1969—1971 годах выпускал при Университетском издательстве журнал поэзии Корморан. В 1970—1973 годах вёл поэтический семинар в Католическом университете Чили. В 1972—1988 годах — профессор Центра гуманитарных исследований при Чилийском университете, неоднократно был приглашенным профессором в университетах США. За публичное выступление против диктатуры в 1983 был на короткое время арестован полицией. Его политические стихи печатались в подпольных типографиях, в открытой печати появились лишь после смерти автора. Он стал протипом главного героя романа Хорхе Эдвардса «Дом Достоевского» (2008).
Скончался от рака. Архив поэта хранится в Исследовательском институте Гетти в Лос-Анджелесе ( (недоступная ссылка)).

## Произведения
- Nada se escurre, 1950 (стихи).
- Введение в поэзию Никанора Парры/ Introducción a la poesía de Nicanor Parra, 1952.
- Poemas de este tiempo y de otro, 1955.
- Pedro Luna, 1959.
- Тёмная комната/ La pieza oscura, 1963 (стихи).
- Agua de arroz, 1964.
- Poesía de paso, 1966.
- Написанное на Кубе/ Escrito en Cuba, 1969.
- La musiquilla de las pobres esferas, 1969.
- Культура на пути Чили к социализму/ La cultura en la vía chilena al socialismo, 1971.
- Algunos poemas, 1972.
- Десять бандитских рассказов/ Diez cuentos de bandidos, 1972.
- Бэтман в Чили/ Batman en Chile, 1973 (роман).
- Por fuerza mayor, 1975.
- La orquesta de cristal, 1976.
- París, situación irregular, 1977.
- Lihn y Pompier, 1978.
- A partir de Manhattan, 1979.
- El arte de la palabra, 1980.
- Antología al azar, 1981.
- Estación de los desamparados, 1982.
- Poetas, voladores de luces, 1982.
- Al bello aparecer de este lucero, 1983.
- El Paseo Ahumada, 1983.
- Sobre el estructuralismo de Ignacio Valente, 1983.
- Pena de extrañamiento, 1986.
- Mester de juglaría, 1987.
- Дорожные знаки Хуана Луиса Мартинеса/ Señales de ruta de Juan Luis Martínez, 1987.
- Явление богородицы/ La aparición de la virgen, 1987
- Eugenio Téllez, 1988
- Álbum de toda especie de poemas, 1989
- Asedios a Oscar Hahn, 1989
- Дневник умирания/ Diario de muerte, 1989 (стихи, опубликованы посмертно)
- La república independiente de Miranda, 1989.
- Un comic, 1992.
- Porque escribí, 1995.
- El circo en llamas, 1997.
- Huacho y pochocha, 2005.
- Una nota estridente, 2005
- Enrique Lihn: Entrevistas, 2006 (сборник интервью).
- Об искусстве/ Textos sobre arte, 2008 (сборник эссе).

## Признание
Стихи Лина выходили книгами в переводах на французский и английский, французское издание его сборника «Темная комната» (1972) иллюстрировал Роберто Матта. После смерти поэта представительные антологии его стихов публиковались в Испании и Мексике.